# زر
الزر (الجمع: أزرار) أو الزرار (جمعها أزرة) هو قرص صغير ورقيق مصنوع من مادة صلبة يخاط أو يثبت على قطعة القماش أو الملابس بالإبرة والخيط أو بواسطة آلة الخياطة من خلال الفتحات الموجودة في مركز القرص. تصنع الأزرار من مواد معدنية أو عظمية أو بلاستيكية أو خشبة أو من أي مواد أخرى مناسبة. بعض الأزرار لها فتحات غير مرئية من خلف الزر لغرض تثبيته على القماش بينما تبقى واجهة الزر خالية من الثقوب لمزيد من الجمالية. تستخدم الأزرار عموما لغرض جمع أطراف الملابس على بعضها وأحيانا تستخدم لأغراض التزيين والديكور فقط وليس لوظيفتها الأصلية. تجهز بعض الملابس الرسمية بأزرار غالية القيمة مصنوعة من الذهب أو الفضة أو من الأحجار الكريمة.

## نبذة تاريخية

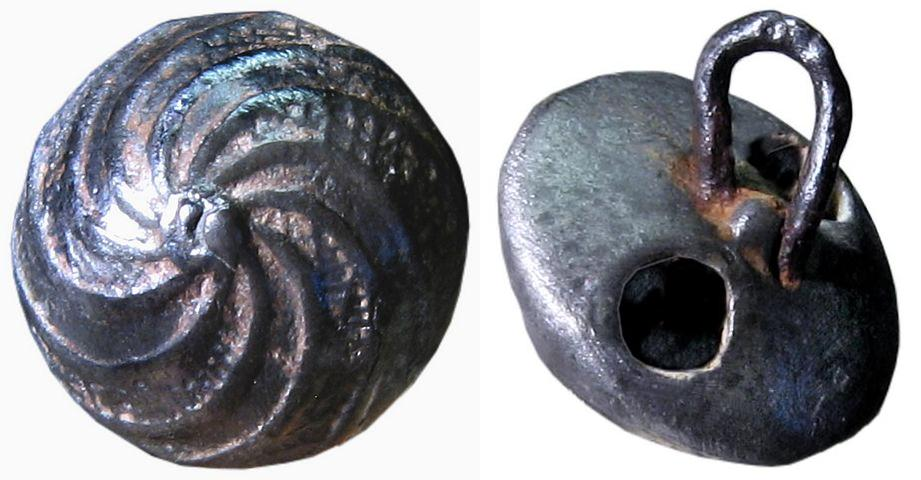
الزر الإسباني (حوالي 12ملم) من كاليفورنيا. 1650-1675

لا أحد يعلم على وجه الدقة متى بدأ النّاس في استخدام أزرار الملابس، إلا أنّ علماء الآثار عثروا على أزرار عظمية، يرجع تاريخها إلى ما قبل التاريخ، وقد استعمل اليونانيون والرومانيون القدماء الأزرار زينة للملابس، ولتزريرها أيضًا.
اكتُشفت أزرار وأشياء تشبه الأزرار استُخدمت كحلي أو أختام بدلا من استخدامها في الملابس في حضارة وادي السند خلال مرحلة كوت ديجي (حوالي 2800-2600 قبل الميلاد)، في قبر النسور، اسكتلندا (2200-1800 قبل الميلاد)، وفي مواقع تعود إلى العصر البرونزي في الصين (حوالي 2000-1500 قبل الميلاد) وروما القديمة.
واستخدم الأوروبيون الأزرار فيما بعد لتزيين الملابس فقط. وكان النّاس يستخدمون خيوطًا، ودبابيس، وأحزمة، بدلاً من الأزرار، لإحكام ضمّ ملابسهم، ثُمّ بدأ استخدام الأزرار وسائل للتزرير خلال القرن الثالث عشر، حينما شاع استخدام الأثواب المحبوكة، واختُرِعت العروة أثناء ذلك. واستخدم النّاس عشرات الأزرار البرونزية، والخشبية، لتزرير ملابسهم من الأمام، بينما استخدم الأغنياء أزرارًا جميلة نفيسة من الذهب، أو الفضة، مطعّمة بالأحجار الكريمة.
وخلال القرن السادس عشر، أصبحت الأزرار الحاملة لصُور الأشخاص، والصّور الملوّنة بالأصباغ، شائعة في فرنسا، حيث كانت الأُولى تحمل صورا جانبيّة لرجال ونساء من ذوي الشأن، بينما عرضت الثانية صورا للأشجار والأزهار ومناظر أخرى. وعَقب الثورة الفرنسية 1789م ـ 1799م، ظهرت في فرنسا أزرار تحمل صور موضوعات وطنية كأبطال الحرب، والعلَم الفرنسيّ، وأصبحت هذه الأزرار مقدّمة لعادة استخدام الأزرار الحاملة للشعارات، أو لعبارات أخرى. ومازالت كلمة زرّ تُستخدم في الولايات المتحدة الأمريكية للدّلالة على شارات تحمل عبارات، أو صورًا مطبوعة على وجه الشّارة الأمامي، ودبُّوسًا بوجهها الخلفيّ.

## معتقدات
أضيفت الأزرار في القرن السادس عشر إلى أكمام سترات الرِّجال، وساد اعتقاد في ذلك الوقت بأنّ هذه الأزرار منعت الرّجال من مسح أفواههم في أكمامهم، ومع ذلك، فالأرجح أنّ هذه الأزرار استُخدمت لضمِّ الفتحات أسفل الأكمام، ثم صارت بعد ذلك تُستخدم لمجرد الزّينة.
وترجع عادة وضع أزرار الرّجال في الجانب الأيمن من الثوب، وأزرار النّساء في الجانب الأيسر، إلى أنّ معظم النّاس يستخدمون يُمناهم، وتقول إحدى النظريّات إن الأزرار وُضعت في الجانب الأيمن لتسهيل ارتداء الرّجال لملابسهم، وحدث العكس بالنسبة لملابس النّساء كي يسهل على الخادمات إلباس النّساء الموسرات، وهناك قصّة أُخرى تقول إن وضع الأزرار على الجانب الأيمن مكّن الرجال من فك أزرار ستراتهم باليد اليسرى، أثناء سحبهم سيفًا، أو سلاحًا آخر بيمناهم.

## جمع الأزرار
هواية شعبية، حيث يقوم جامعو الأزرار بدراسة تاريخها، ويقوم الكثير منهم بتركيبها لعرضها، ويتولّى المتحمِّسون لهذه الهواية شراءها، وبيعها، ويتبادلونها مع غيرهم من جامعي الأزرار والباعة، وانضـم كثير منهم إلى منظّمات خاصّة بجامعي الأزرار.